# NBCUniversal
NBCUniversal Media, LLC (також відома як NBCU та NBCUni) — американський конгломерат засобів масової інформації та розваг, що належить компанії Comcast і має штаб-квартиру на 30 Rockefeller Plaza у центрі Манхеттена, штат Нью-Йорк.
NBCUniversal головним чином займається медіа та індустрією розваг. Компанія відповідальна за два найважливіші підрозділи — Національну телерадіокомпанію (NBC) — одну з телевізійних мереж Великої трійки США та велику голлівудську кіностудію Universal Pictures. Він також має значну участь у трансляції через портфоліо вітчизняних та міжнародних об'єктів, включаючи USA Network, Syfy, Bravo, Telemundo, Universal Kids та потокову службу Peacock. Завдяки своєму підрозділу Universal Parks & Resorts, NBCUniversal також є третім за величиною оператором парків розваг у світі.
NBCUniversal був утворений 2 серпня 2004 року в результаті злиття активів General Electric «NBC s з Vivendi Universal» кіно і телебачення дочірньої компанії Vivendi Universal Entertainment, після того, як GE придбала 80 % дочірньої компанії, даючи Vivendi частку 20 % нових компанії. У 2011 році Comcast досягла 51 % і тим самим контролю над нещодавно реформованим NBCUniversal, придбавши акції у GE, тоді як GE викупила їх у Vivendi. З 2013 року компанія повністю перебуває у власності Comcast, яка придбала частку власності GE.

## Історія

### Рання історія
NBC і Universal Television мали партнерські відносини, починаючи з 1950 року, коли найперший предок Universal Television, Revue Studios, створив низку передач для NBC (хоча вони також мали б хіти в інших мережах). Це партнерство тривало протягом ряду змін імен та змін власника.

### Телебачення
NBC Universal Television має своє сучасне коріння в серії розширень, проведених NBC. Наприкінці 1980-х NBC почав проводити стратегію диверсифікації, включаючи формування двох мереж кабельного телебачення, що належать NBC: CNBC та America's Talking. NBC також частково володів кількома регіональними спортивними каналами та іншими кабельними каналами, такими як American Movie Classics та Court TV (до 2007 року).
У 1995 році NBC розпочав роботу NBC Desktop Video, фінансова служба новин, яка передавала відео в реальному часі на персональні комп'ютери. Наступного року NBC оголосив про угоду з Microsoft про створення кабельного телебачення MSNBC (з використанням його передплатної бази з американської мережі Talking). Окреме спільне підприємство з Microsoft включало створення вебсайту новин MSNBC.com (нині NBCNews.com).
У 1998 році NBC співпрацює з Dow Jones & Co. Ці дві компанії об'єднали свої фінансові канали новин за межами США. До нових мереж входили NBC Europe, CNBC Europe, NBC Asia, CNBC Asia, NBC Africa і CNBC Africa.
У 1999 році NBC взяла 32 % акцій групи Paxson, оператора PAX TV. П'ять років потому NBC вирішив продати свою частку в PAX TV і припинити відносини з власником PAX, Paxson Communications.
У 2001 році NBC придбала американського мовника на іспанській мові Telemundo, який включає двомовне телебачення Mun2 за 1,98 мільярда доларів. Того ж року NBC придбала кабельний канал Bravo.

#### Об'єднання з Universal

Логотип NBC Universal, 2 серпня 2004 р. По 28 січня 2011 р

У 2004 році в умовах великої фінансової кризи, спричиненої надмірним розширенням, материнська компанія Universal Studios, Vivendi Universal Entertainment (підрозділ французької компанії Vivendi Universal, нині Vivendi), вирішила продати 80 % акцій материнській компанії NBC, General Electronic. Продаж та злиття, що виникли, сформували NBC Universal. Нова компанія на 80 % належала GE, а 20 % належала Vivendi. Спільне підприємство охоплювало американські кіноінтереси Vivendi (такі як Universal Studios), Universal Network Television, NBC Universal Television Distribution, виробництво та розподіл, а також п'ять тематичних парків, кабельних телевізійних каналів, включаючи USA Network, Sci-Fi Channel, неіснуючий Trio, Cloo (колишній Sleuth), а також 50 % ставок в Canal+ та StudioCanal. Universal Music Group не була включена в угоду і не є частиною NBC Universal.
2 серпня 2004 року телевізійні підрозділи NBC та Universal Television були об'єднані в NBC Universal Television. Серія NBC Studios, придбана компанією, включає драми NBC у Лас-Вегасі (разом із DreamWorks SKG), «Кросинг Йорданія» та «Американські мрії» Universal Network Television придбала франшизу Law & Order та The District — насправді Universal Network Television виступила спільною продюсером American Dreams з NBC до злиття. Universal Television Distribution також придбала компанію, включаючи Джеррі Спрінгера та Морі. Розважальні шоу, створені новою групою, включають The Tonight Show з Джеєм Лено, Late Night з Джиммі Фаллоном, Last Call з Карсоном Дейлі та Saturday Night Live.
Формуванням NBC Universal було засновано NBC Universal Cable, який здійснює нагляд за розподілом, маркетингом та продажем реклами для тринадцяти каналів (Bravo, Bravo HD+ (з часом перейменований у Universal HD), Chiller, CNBC, CNBC World, MSNBC, NBC Universo, Syfy, ShopNBC (яка стала ShopHQ після того, як NBCUniversal продала свою частку в мережі), Telemundo, Cloo, USA Network та Олімпійські ігри по кабелю). NBC Universal Cable також керує інвестиціями компанії в The Weather Channel та TiVo. Кабельний підрозділ також працював до NBC Weather Plus до 2008 року. Він також володів 50 % акцій Canal+, а також володів 15 % акцій A+E Networks до 2012 року.

#### Глобальне розширення

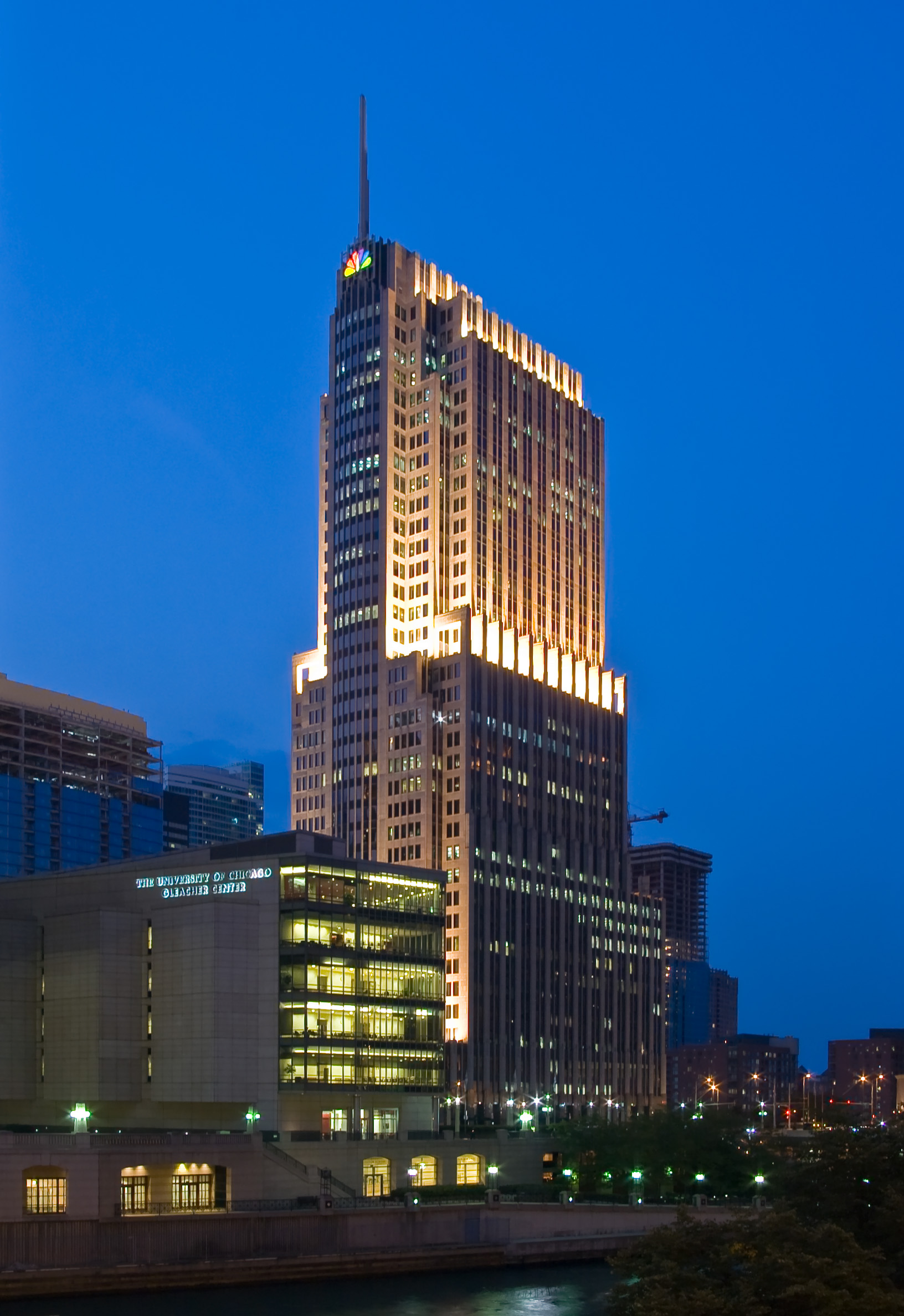
Штаб-квартира NBC Universal Chicago (NBC Tower)

На початку 1990-х NBC розпочав свою експансію по всій Європі, створивши CNBC Europe та свою давно успішну NBC Europe Superstation, транслюючи NBC Giga по всій Німеччині та решті Євросоюзу. NBC Europe допомогла розробити Лейпцизьку ігрову конвенцію — найбільшу виставку європейських відеоігор, яка щороку відвідує понад 100 000 відвідувачів.
У 2005 році компанія NBC Universal приєдналася до HANA, Альянсу аудіо-відео мережі високої чіткості, щоб допомогти встановити стандарти у взаємодії споживчої електроніки. Пізніше того ж року NBC Universal оголосив про партнерство з Apple Computer, щоб пропонувати шоу з усіх мереж NBC Universal TV в Apple iTunes Store.
У січні 2006 року NBC Universal запустила новий кабельний канал, Sleuth. Програма каналу, присвячена жанру таємниці/криміналу. Початковим гаслом мережі Sleuth було «Таємниця. Злочинність. Весь час.» На початку 2008 року канал оприлюднив нове гасло «Влучіть» 15 серпня 2011 року Sleuth перейменований на Cloo, щоб мати змогу здійснити торгову марку та володіти цим ім'ям, оскільки NBCUniversal не може з іменем Clue (оскільки Hasbro володіє правами на них із їх настільною грою Clue). NBCUniversal також пояснив, що ще однією причиною зміни назви було слово «Sleuth», яке є занадто поширеним для пошукових систем (пошук Google призводить до понад 9 530 000 результатів).
Через рік після дебюту Sleuth NBC Universal оголосив, що компанія запустить кабельний канал на тему жахів Chiller 1 березня 2007 року. На момент запуску Chiller буде доступний виключно на DirecTV. У мережі будуть представлені такі фільми, як «Психо» та «Сяючий» та серіали, що включають «Твін Пікс», «Альфред Хічкок презентує», «Кошмари Фредді», «П'ятниця 13-го: Серіал», « Війна світів» та «Казки із склепу». NBC Universal також заявив, що, крім вмісту у власних сховищах, Chiller буде містити вміст і з інших студій. У 2009 році Чіллер представив нове гасло «страшне добро». Це замінило попередній слоган каналу «Dare To Watch».
14 червня 2007 року студія NBC Universal Television Studio була перейменована в Universal Media Studios. Компанія пояснила, що причина зміни назви полягала в тому, що «нова назва повністю описує місію компанії бути провідним постачальником контенту для телевізійних та цифрових платформ, охоплюючи всі телевізійні денні та творчі жанри».
У серпні 2007 року NBC Universal придбала Sparrowhawk Media Group і перейменувала її в NBC Universal Global Networks. Це придбання надало NBC Universal всі канали Hallmark за межами США, а також англійські канали Diva TV, Movies 24, Hallmark Channel та KidsCo. Пізніше тієї осені компанія також придбала мережу Oxygen окремою угодою на 925 мільйонів доларів. Продаж був завершений через місяць.
Влітку 2008 року NBC Universal, Blackstone Group та Bain Capital оголосили про свої наміри придбати The Weather Channel у Landmark Communications. Угода була закрита 12 вересня 2008 р.. Незабаром після завершення придбання NBC оголосила, що їхня існуюча метеорологічна мережа NBC Weather Plus буде закрита до 31 грудня 2008 року.
У липні 2008 року Universal Cable Productions відокремилася від Universal Media Studios і перейшла до підрозділу NBCU Universal Entertainment.
Влітку 2008 року NBC Universal вперше здійснив виїзд у Сполучене Королівство шляхом придбання англійської телекомпанії Carnival Films.
12 листопада 2008 року NBC Universal придбала 80,1 % Geneon Entertainment у японського Dentsu, об'єднавши його з Universal Pictures International Entertainment, щоб сформувати нову компанію Geneon Universal Entertainment Japan.
16 березня 2009 року кабельний канал Sci Fi, що належить компанії NBC Universal, оголосив, що змінить свою назву на Syfy, замінивши загальний термін на фірмову назву торгової марки, яка зможе мати торгову марку. Ребрендинг та зміна назви відбулися 7 липня 2009 р. .
27 серпня 2009 року A&E Television Network (A&E) об'єдналися з Lifetime Entertainment Services (Lifetime), надавши NBC Universal рівну частку як Lifetime, так і A&E з компаніями Walt Disney Company та Hearst.
20 жовтня 2010 р. кабельний канал Chiller, що належить NBC Universal, на тему жахів / напружень оголосив про масштабну кампанію ребрендингу, що включає новий логотип та ефірний вигляд, яка стартувала в середу, 27 жовтня 2010 р.. Президент Syfy та Chiller Дейв Хоу сказав: «У нас дуже амбітні плани розвивати цю мережу як бренд».

### Ера Comcast (2011-донині)

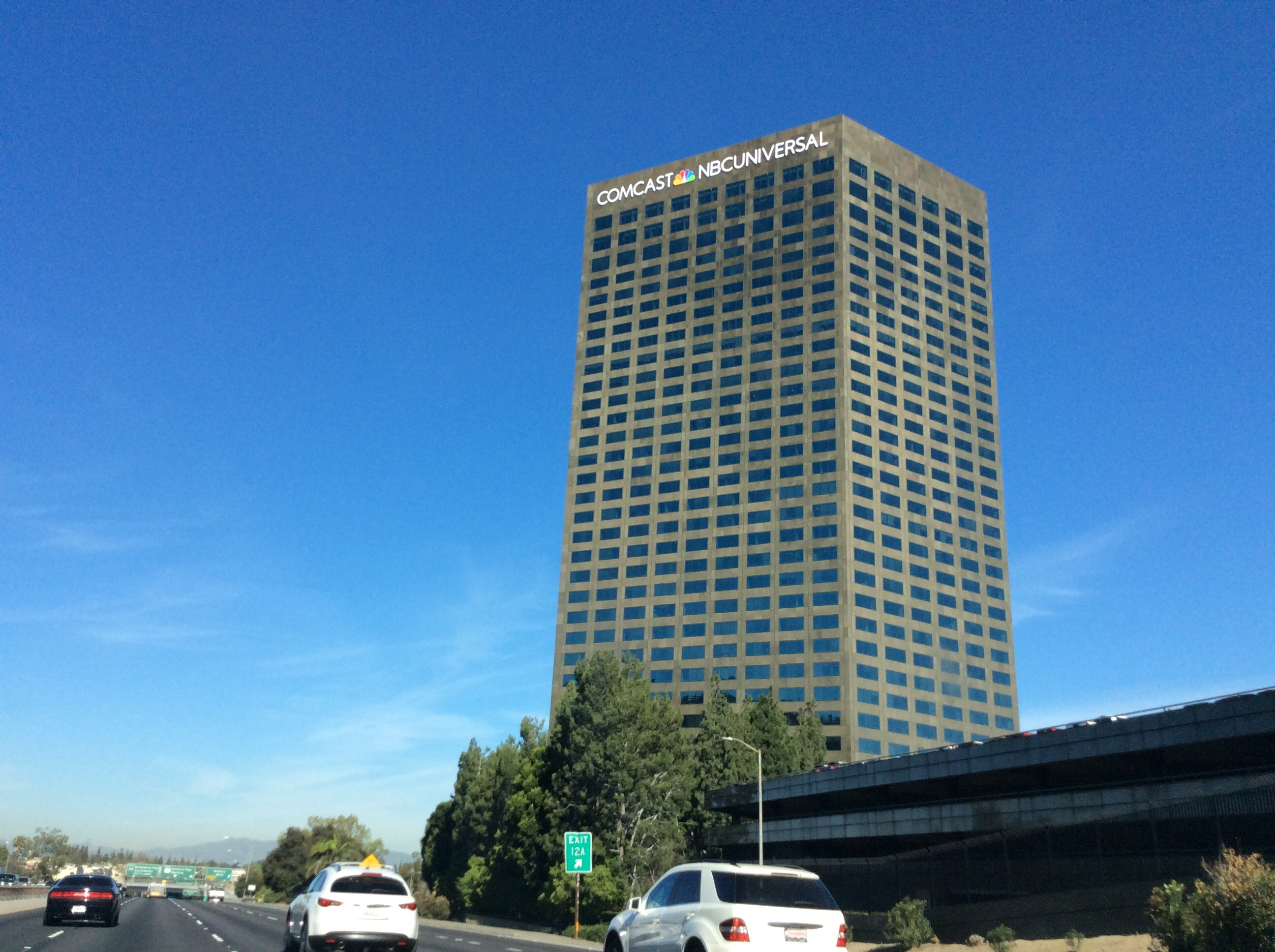
10 Universal City Plaza в 2015 році після придбання компанією Comcast решти акцій GE в NBC Universal. Зверніть увагу на зміну формулювання на верхній частині будівлі. Штаб-квартиру Comcast можна побачити в Universal Studios Hollywood.

3 грудня 2009 року, після багатомісячних чуток, була офіційно оголошена угода, в якій Comcast придбає частку в NBC Universal у GE. Відповідно до угоди, NBC Universal контролюватиметься 51 % акцій Comcast, а GE збереже решту 49 %. Comcast заплатив GE 6,5 млрд доларів готівкою. Угода включає положення, згідно з яким Comcast повинен внести 7,5 мільярда доларів на програмування, включаючи регіональні спортивні мережі та кабельні канали, такі як Golf Channel, Versus та E! Entertainment Television. GE використала частину коштів, 5,8 млрд доларів, для викупу 20 % міноритарного пакету акцій Vivendi в NBC Universal. Згідно з умовами угоди, Comcast залишає за собою право викупити частку GE у певний час, а GE залишає за собою право розпочати (змусити) продаж своєї частки протягом перших семи років. Vivendi завершив початкову операцію 27 вересня 2010 року, продавши GE частку в розмірі 2 мільярди доларів (приблизно 7,66 %).
Американські регуляторні органи схвалили запропонований продаж 18 січня 2011 року з умовами. Comcast довелося б відмовитись від контролю NBC над вебсайтом Hulu із відеоінтернет-мереж та забезпечити доступність програмування NBC Universal для конкуруючих кабельних операторів. Компанія представила новий логотип, розроблений консалтинговою агенцією Вольф Олінс, який замінив логотип із зображенням павича NBC та викликом глобуса Universal Pictures з словом. Компанія почала стилізувати свою назву в CamelCase під «NBCUniversal», а не як раніше «NBC Universal», щоб відобразити єдність двох основних підрозділів.
26 січня 2011 року компанія Vivendi продала свої залишки акцій NBC Universal компанії GE, надавши GE повний контроль над компанією перед завершенням продажу 51 % компанії Comcast 28 січня 2011 р.. Comcast та GE створили спільне підприємство-холдинг NBCUniversal, LLC. NBC Universal, Inc. стала дочірньою компанією холдингової компанії і була перейменована в NBCUniversal Media, LLC 29 січня 2011 р..
Comcast планував викупити 49 % акцій GE протягом наступних семи років, але власність на NBCUniversal протягом двох років залишалася розділеною на 51–49 %, аж до оголошення від 12 лютого 2013 року про те, що Comcast має намір достроково завершити покупку на 16,7 млрд доларів, усі якось. Продаж був завершений 19 березня 2013 р..
19 липня 2012 року корпорація сформувала NBCUniversal News Group з підрозділами NBC News, CNBC та MSNBC.
У лютому 2013 року NBCUniversal об'єднав свої два кабельних підрозділи, NBCUniversal Cable Entertainment & Cable Studios і NBCUniversal Entertainment & Digital Networks and Integrated Media, в одне ціле, переселивши Telemundo та Mun2 в новий підрозділ, NBCUniversal Hispanic Enterprises and Content. Цей крок також створив посаду виконавчого віце-президента на рівні корпорації, відповідального за цифрові підприємства. У липні компанія розмістила телевізійні станції NBC і станції O&O Telemundo у новий підрозділ — телестанції, що належать NBCUniversal, з передачею кабельних новин New England на телевізійні станції NBC.
28 квітня 2016 року NBCUniversal офіційно оголосив про намір придбати DreamWorks Animation за 3,8 млрд доларів. Universal Pictures взяла на себе розповсюдження анімаційних фільмів DreamWorks після закінчення терміну їхньої угоди з 20th Century Fox. Продаж був схвалений членами правління, але підлягав затвердженню регуляторами. 21 червня 2016 року придбання було схвалено Міністерством юстиції США. 22 серпня 2016 року угода була завершена, і DreamWorks Animation тепер є дочірньою компанією NBCUniversal. Це дало розповсюдження Universal Pictures як фільмам DreamWorks Animation, так і Illumination, починаючи з 2019 року.
15 лютого 2017 року Universal Studios придбала міноритарний пакет акцій Amblin Partners, зміцнивши відносини між Universal та Amblin і возз'єднала меншу частку лейбла DreamWorks Pictures із DreamWorks Animation.
28 лютого 2017 року NBCUniversal оголосив, що придбає решту 49 % акцій тематичного парку Universal Studios Japan, яким він не володіє.
1 травня 2017 року NBCUniversal оголосив, що Sprout буде перезапущений як Universal Kids 9 вересня 2017 року. Придбання DreamWorks Animation компанії Universal Pictures у 2016 році також було б використано Universal Kids для посилення її програмування; критики вважали, що придбання DWA та запуск Universal Kids мали на меті допомогти NBCUniversal створити життєздатну мультиплатформенну присутність у дитячих ЗМІ та надати компанії конкурента іншим основним дитячим брендам, таким як Nickelodeon, Cartoon Network та Disney Channel.
10 травня 2017 року NBCUniversal оголосив, що придбав онлайн-платформу Craftsy, що базується в Денвері, для свого підрозділу Cable Entertainment Group.
У грудні 2019 року повідомлялося, що Стів Берк, як очікується, відмовиться від посади генерального директора до серпня 2020 року після літніх Олімпійських ігор 2020 року в Токіо та закінчення терміну дії контракту. Ймовірна його заміна — бос кіно і розваг NBCUniversal Джефф Шелл.

#### Спроба придбання активів 21st Century Fox та подальше придбання компанією Comcast компанію Sky
16 листопада 2017 року материнська компанія NBCUniversal Comcast зробила ставку на придбання розваг, кабельних розваг та міжнародних активів 21st Century Fox через десять днів після The Walt Disney Company (на той момент власники конкуруючої мережі ABC, кабельний спорт повідомлялося, що канал ESPN та Disney Channel/Disney XD) ведуть переговори з Fox щодо тих самих активів. Угода містила такі ключові активи, як кіностудії і телевізійні студії XX Century Fox, 30 % акцій Hulu, телевізійні активи FX Networks, National Geographic Channel та міжнародні телевізійні операції, такі як Star India, виключаючи Fox Broadcasting Company, Fox News Channel, Fox Television Stations, Fox Business Network і Fox Sports, усі вони були виділені у компанію «New Fox» (пізніше відому як Fox Corporation), якою керувала сім'я Мердок.
Однак 11 грудня 2017 року Comcast офіційно відмовився від заявки, заявивши, що «ми ніколи не досягли рівня залучення, необхідного для остаточної пропозиції». 14 грудня 2017 року Disney офіційно підтвердив придбання найбільших активів 21st Century Fox, яке було схвалено Антимонопольним відділом Міністерства юстиції США 27 червня 2018 року та затверджено акціонерами обох компаній через місяць.
25 квітня 2018 року Comcast оприлюднив свою пропозицію про поглинання Sky plc за 12,50 фунтів стерлінгів за акцію, або приблизно 22,1 мільярда фунтів стерлінгів. 21st Century Fox володів значним пакетом акцій Sky і намагався взяти під повний контроль над ним сам, напередодні власного придбання компанією The Walt Disney Company. Генеральний директор NBCUniversal Стів Берк заявив, що придбання Sky приблизно вдвічі збільшить його присутність на англомовних ринках і забезпечить синергію між відповідними мережами та студіями NBCUniversal та Sky. 5 червня 2018 року міністр культури Метт Хенкок дозволив пропозиції 21st Century Fox та Comcast придбати Sky plc. Пропозиція Фокса була зумовлена продажем Sky News. 15 червня 2018 року Європейська комісія надала антимонопольний дозвіл на пропозицію Comcast придбати Sky, посилаючись на те, що з точки зору їхніх поточних активів у Європі вплив на конкуренцію буде обмежений. Comcast включав 10-річну прихильність до діяльності та фінансування Sky News. 11 липня 2018 року Fox збільшив свою заявку на Sky до 14,00 фунтів стерлінгів за акцію, оцінивши її в 24,5 мільярдів фунтів стерлінгів. Згодом Comcast компенсує пропозицію в розмірі 14,75 фунтів стерлінгів за акцію вартістю 26 мільярдів фунтів стерлінгів.
20 вересня 2018 року Комісія з поглинань та злиттів розпорядилася провести сліпий аукціон, «щоб забезпечити впорядковану основу для вирішення цієї конкурентної ситуації». У цьому процесі Фокс, за яким слідував Comcast, зробив нові пропозиції лише для готівки для Sky. Після перших двох раундів торгів відбудеться третій раунд, де обидві компанії зможуть робити нові пропозиції. Однак третій раунд торгів буде обов'язковим лише в тому випадку, якщо обидві компанії подають заявки. Comcast виграв аукціон із заявкою у розмірі 17,28 фунтів стерлінгів на акцію, обігравши заявку Fox у 15,67 фунтів стерлінгів Sky plc повинен був офіційно прийняти цю пропозицію до 11 жовтня 2018 року.
Після перемоги на аукціоні Comcast почав купувати акції Sky на відкритому ринку. 26 вересня 2018 року Fox згодом оголосив про намір продати всі свої акції Sky plc компанії Comcast за 12 мільярдів фунтів стерлінгів.. 4 жовтня 2018 року Fox завершив продаж своїх акцій, надавши Comcast 76,8 % контрольного пакету акцій на той час. 12 жовтня 2018 року Comcast оголосив, що примусово придбає решту Sky після того, як його заявка отримала прийняття від 95,3 % акціонерів мовника. Sky був виключений з обліку 7 листопада 2018 року після того, як Comcast придбав усі залишки акцій.
Хоча NBCUniversal і Sky все ще працюють в основному як окремі структури в рамках Comcast, після поглинання Sky Comcast розпочав процес інтеграції деяких міжнародних операцій NBCUniversal з частинами Sky. Серед інших кроків платні телевізійні канали NBCUniversal у Великій Британії будуть згорнуті разом із Sky, а Sky Deutschland стане материнською компанією німецьких мереж NBCU.

#### Підготовка потокового сервісу «Peacock»
14 січня 2019 року NBCUniversal оголосив, що запустить повну потокову послугу, щоб конкурувати з Netflix, Paramount+, Amazon Prime Video, Hulu, Apple TV+, HBO Max та Disney+. Була проведена реорганізація головного підрозділу прямої звітності. Бонні Хаммер була призначена головою NBCUniversal Direct-to-Consumer та Digital Enterprises через потокові служби та підрозділ Digital Enterprises. Її колишній підрозділ, NBCUniversal Cable Entertainment Group, був переданий Марку Лазарусу голові NBCUniversal Broadcast, Cable, Sports and News. Голова Universal Filmed Entertainment Group Джефф Шелл додав NBC Entertainment, Telemundo та міжнародні канали в якості голови NBCUniversal Film and Entertainment. 17 вересня 2019 року NBCUniversal оголосив, що послуга буде називатися Павич, як і очікувалося.
Студія NBCUniversal Content була сформована в жовтні 2019 року, головою якої був Хаммер, а заступником голови — Джордж Чикс, який був співголовою NBC Entertainment. Цей новий підрозділ складається з Universal Television та Universal Content Productions. Хаммера замінив на посаді голови підрозділу Direct-to-Consumer та Digital Enterprises керівник Comcast Метт Штраус, тоді як Пол Телегді стане єдиним головою NBC Entertainment і продовжить звітувати перед Шеллом.
25 лютого 2020 року Comcast оголосив, що придбає Xumo у спільного підприємства Panasonic/Viant за невідому суму. Придбання послуги, яка продовжуватиме працювати як самостійний бізнес, хоча і в рамках підрозділу кабельного телебачення Comcast, відбувається переважно завдяки партнерству Xumo з виробниками смарт-телевізорів (включаючи LG, Panasonic та Vizio), що дозволить Comcast використовувати розміщення Xumo продавати або демонструвати Xfinity та інші послуги Comcast, а також використовувати його технологію для розробки додаткових потокових платформ. Компанія планує додати вміст з бібліотеки програмування NBCUniversal та різних телевізійних мереж компанії, а також використовувати його для продажу своєї безкоштовної/передплатної гібридної послуги Peacock, подібної використанню ViacomCBS Pluto TV для пропонування контенту зі своїх кабельних мереж після того як колишня компанія Viacom придбала конкуруючий сервіс навесні 2019 року.

#### Придбання Vudu
У лютому 2020 року повідомлялося, що Comcast (через NBCUniversal) вступив у переговори щодо придбання Vudu у Walmart. 20 квітня 2020 року Fandango (належить NBCUniversal та WarnerMedia від AT&T) оголосив, що придбає Vudu. Придбання було завершено 6 липня 2020 р..

## Помітні люди
- Стів Берк, голова NBCUniversal
  - Джефф Шелл, генеральний директор NBCUniversal
    - Бонні Хаммер, заступник голови NBCUniversal
    - Томас Л. Вільямс, голова та генеральний директор Universal Parks & Resorts
    - Перлена Ігбокве, голова Universal Studio Group
    - Донна Ленглі, голова Universal Filmed Entertainment Group
    - Марк Лазарус, голова NBCUniversal Television and Streaming
      - Піт Беваква, президент NBC Sports Group
      - Кріс МакКембер, президент NBCUniversal Entertainment Networks
      - Метт Штраус, голова, безпосередній споживач та міжнародний співробітник
      - Френсіс Бервік, президент NBCUniversal Lifestyle Networks
      - Валарі Добсон Штаб, президент телевізійних станцій, що належать NBCUniversal

    - Сезар Конде, голова NBCUniversal News Group
      - Філ Гріффін, президент MSNBC
      - Марк Гофман, голова CNBC
      - Ной Оппенгейм, президент NBC News

    - Крейг Робінсон, виконавчий віце-президент, головний директор з питань різноманітності
    - Лінда Яккаріно, голова відділу глобальної реклами та партнерства
    - Джанін Джонс-Кларк, EVP, Включення талантів і контенту, NBCUniversal Film, Television and Streaming[92].